# Bulbophyllum cerinum
Bulbophyllum cerinum är en orkidéart som beskrevs av Rudolf Schlechter. Bulbophyllum cerinum ingår i släktet Bulbophyllum och familjen orkidéer. Inga underarter finns listade i Catalogue of Life.